# Kozły (gromada)
Kozły – dawna gromada, czyli najmniejsza jednostka podziału terytorialnego Polskiej Rzeczypospolitej Ludowej w latach 1954–1972.
Gromady, z gromadzkimi radami narodowymi (GRN) jako organami władzy najniższego stopnia na wsi, funkcjonowały od reformy reorganizującej administrację wiejską przeprowadzonej jesienią 1954 do momentu ich zniesienia z dniem 1 stycznia 1973, tym samym wypierając organizację gminną w latach 1954–1972.
Gromadę Kozły z siedzibą GRN w Kozłach utworzono – jako jedną z 8759 gromad na obszarze Polski – w powiecie radzyńskim w woj. lubelskim na mocy uchwały nr 15 WRN w Lublinie z dnia 5 października 1954. W skład jednostki weszły obszary dotychczasowych gromad Kozły i Kolembrody ze zniesionej gminy Komarówka Podlaska w tymże powiecie. Dla gromady ustalono 12 członków gromadzkiej rady narodowej.
1 stycznia 1957 gromadę włączono do powiatu bialskiego w tymże województwie.
1 stycznia 1958 z gromady Kozły wyłączono wieś Kolembrody, włączając ją do gromady Komarówka Podlaska w powiecie radzyńskim w tymże województwie, po czym gromadę Kozły zniesiono, włączając jej pozostały obszar (czyli Kozły z Musiejówką) do gromady Łomazy w tymże (bialskim) powiecie.